# Seznam občin italijanske dežele Trentinsko - Zgornje Poadižje
V seznamu so naštete občine obeh pokrajin italijanske dežele Trentinsko - Zgornje Poadižje v izvirni italijanski obliki.

## Pokrajina Bolzano
A
Aldino • Andriano • Anterivo • Appiano sulla Strada del Vino • Avelengo
B
Badia • Barbiano • Bolzano • Braies • Brennero • Bressanone • Bronzolo • Brunico
C
Caines • Caldaro sulla strada del vino • Campo di Trens • Campo Tures • Castelbello-Ciardes • Castelrotto • Cermes • Chienes • Chiusa • Cornedo all'Isarco • Cortaccia sulla strada del vino • Cortina sulla strada del vino • Corvara in Badia • Curon Venosta
D
Dobbiaco
E
Egna
F
Falzes • Fiè allo Sciliar • Fortezza • Funes
G
Gais • Gargazzone • Glorenza
L
La Valle • Laces • Lagundo • Laion • Laives • Lana • Lasa • Lauregno • Luson
M
Magrè sulla strada del vino • Malles Venosta • Marebbe • Marlengo • Martello • Meltina • Merano • Monguelfo-Tesido • Montagna • Moso in Passiria
N
Nalles • Naturno • Naz-Sciaves • Nova Levante • Nova Ponente
O
Ora • Ortisei
P
Parcines • Perca • Plaus • Ponte Gardena • Postal • Prato allo Stelvio • Predoi • Proves
R
Racines • Rasun Anterselva • Renon • Rifiano • Rio di Pusteria • Rodengo
S
Salorno • San Candido • San Genesio Atesino • San Leonardo in Passiria • San Lorenzo di Sebato • San Martino in Badia • San Martino in Passiria • San Pancrazio • Santa Cristina Valgardena • Sarentino • Scena • Selva dei Molini • Selva di Val Gardena • Senale-San Felice • Senales • Sesto • Silandro • Sluderno • Stelvio
T
Terento • Terlano • Termeno sulla strada del vino • Tesimo • Tires • Tirolo • Trodena • Tubre
U
Ultimo
V
Vadena • Val di Vizze • Valdaora • Valle Aurina • Valle di Casies • Vandoies • Varna • Velturno • Verano • Villabassa • Villandro • Vipiteno

## Pokrajina Trento
A
Ala - Albiano - Aldeno - Amblar - Andalo - Arco - Avio
B
Baselga di Pinè - Bedollo - Bersone - Besenello - Bezzecca - Bieno - Bleggio Inferiore - Bleggio Superiore - Bocenago - Bolbeno - Bondo - Bondone - Borgo Valsugana - Bosentino - Breguzzo - Brentonico - Bresimo - Brez - Brione
C
Caderzone - Cagnò - Calavino - Calceranica al Lago - Caldes - Caldonazzo - Calliano - Campitello di Fassa - Campodenno - Canal San Bovo - Canazei - Capriana - Carano - Carisolo - Carzano - Castel Condino - Castelfondo - Castello Tesino - Castello-Molina di Fiemme - Castelnuovo - Cavalese - Cavareno - Cavedago - Cavedine - Cavizzana - Cembra - Centa San Nicolò - Cimego - Cimone  - Cinte Tesino - Cis  - Civezzano - Cles - Cloz - Commezzadura - Concei - Condino - Coredo - Croviana - Cunevo
D
Daiano - Dambel - Daone - Darè - Denno - Dimaro - Don - Dorsino - Drena - Dro
F
Faedo - Fai della Paganella - Faver - Fiavè - Fiera di Primiero - Fierozzo - Flavon - Folgaria - Fondo - Fornace - Frassilongo
G
Garniga Terme - Giovo - Giustino - Grauno - Grigno - Grumes
I
Imer - Isera - Ivano-Fracena
L
Lardaro - Lasino - Lavarone - Lavis - Levico Terme - Lisignago - Livo - Lomaso - Lona-Lases - Luserna
M
Malosco - Malè - Massimeno - Mazzin - Mezzana - Mezzano - Mezzocorona - Mezzolombardo - Moena - Molina di Ledro - Molveno - Monclassico - Montagne - Mori 
N
Nago-Torbole - Nanno - Nave San Rocco - Nogaredo - Nomi - Novaledo
O
Ospedaletto - Ossana
P
Padergnone - Palù del Fersina - Panchià - Peio - Pellizzano - Pelugo - Pergine Valsugana - Pieve Tesino - Pieve di Bono - Pieve di Ledro - Pinzolo - Pomarolo - Pozza di Fassa - Praso - Predazzo - Preore - Prezzo
R
Rabbi - Ragoli - Revò - Riva del Garda - Romallo - Romeno - Roncegno - Ronchi Valsugana - Roncone - Ronzo-Chienis - Ronzone - Rovereto - Roverè della Luna - Ruffrè - Rumo
S
Sagron Mis - Samone - San Lorenzo in Banale - San Michele all'Adige - Sant'Orsola Terme - Sanzeno - Sarnonico - Scurelle - Segonzano - Sfruz - Siror - Smarano - Soraga - Sover - Spera - Spiazzo - Spormaggiore - Sporminore - Stenico - Storo - Strembo - Strigno
T
Taio - Tassullo - Telve - Telve di Sopra - Tenna - Tenno - Terlago - Terragnolo - Terres - Terzolas - Tesero - Tiarno di Sopra - Tiarno di Sotto - Tione di Trento - Ton - Tonadico